# Timaru District
Der Timaru District ist eine zur Region Canterbury gehörende Verwaltungseinheit in Neuseeland. Der Rat des Distrikts, Timaru District Council (Distriktrat) genannt, hat seinen Sitz in der Stadt Timaru, ebenso wie die Verwaltung des Distrikts.

## Geographie

### Geographische Lage
Der Timaru District verfügt über eine reine Landfläche von 2733 km² und ist damit der drittkleinste Distrikt der Region Canterbury. Zum Census im Jahr 2013 zählte der Distrikt 43.929 Einwohner und brachte es damit auf eine Bevölkerungsdichte von 16,1 Einwohner pro km².
Die westlich und südwestlich verschnörkelte Grenze des Distriktes teilt er sich mit dem Mackenzie District, im Süden liegt der Waimate District und die nördliche bis nordöstlich Grenze wird von dem Ashburton District und die östliche Grenze von der Küstenlinie zum Pazifischen Ozean gebildet.
Der größte Teil des Distrikts wird landschaftlich von dem Schwemmland der Flüsse, Pareora River, Opihi River, Hae Hae Te Moana River und dem Rangitata River geprägt, der gleichzeitig die natürliche Grenze zum Ashburton District darstellt. Der schmale nach Westen verlaufenden Teil des Distrikts liegt in den Neuseeländischen Alpen und seinen östlichen Ausläufern.
Der größte Ort des Distrikts ist mit Abstand Timaru mit 27.051 Einwohnern, gefolgt von Temuka mit 4050, Geraldine mit 2301 und Pleasant Point mit 1278 Einwohnern.

### Klima
Der größte Teil des Timaru District liegt komplett im Windschatten der westlich liegenden Neuseeländischen Alpen. Mit 700 mm Niederschlag pro Jahr ist der Teil vergleichsweise trocken. Weiter westlich sind Niederschlagsmengen jenseits von 1200 mm, in den Alpenregionen über 2000 mm zu rechnen. Die durchschnittlichen Tagestemperaturen im Sommer liegen im östlichen Teil zwischen 20 °C und 22 °C und im westlichen Teil zwischen 11 °C und 16 °C je nach Höhenlage. Mit Ausnahme der Küstenregion liegen die durchschnittlichen Tagestemperaturen im Hinterland im Winter im einstelligen Minusbereich, an der Küste dagegen um 1 °C. Die jährliche Sonnenscheindauer beträgt im östlichen Teil um die 2000 Stunden und im westlichen Teil zwischen 1500 und 1800 Stunden je nach Lage.

## Bevölkerung

### Bevölkerungsentwicklung
Von den 43.929 Einwohnern des Distrikts waren 2013 3132 Einwohner Māori-stämmig (7,1 %). Damit lebten 0,5 % der Māori-Bevölkerung des Landes im Timaru District. Das durchschnittliche Einkommen in der Bevölkerung lag 2013 bei 26.900 NZ$ gegenüber 28.500 NZ$ im Landesdurchschnitt.

### Herkunft und Sprachen
Die Frage nach der Zugehörigkeit einer ethnischen Gruppe beantworteten in der Volkszählung 2013 92,5 % mit Europäer zu sein, 7,4 % gaben an, Māori-Wurzeln zu haben, 1,1 % kamen von den Inseln des pazifischen Raums und 2,3 % stammten aus Asien (Mehrfachnennungen waren möglich). 11,5 % der Bevölkerung gab an in Übersee geboren zu sein. 1,5 % der Bevölkerung sprachen Māori als zweithäufigste Sprache nach Englisch, unter den Māori 11,7 %.

## Politik

### Verwaltung
Der Timaru District ist noch einmal in drei Wards unterteilt, dem Timaru Ward mit sechs Councillors (Ratsmitglieder), dem Pleasant Point / Temuka Ward mit zwei und dem Geraldine Ward mit einem Councillor. Die neun Councillors bilden zusammen mit dem Mayor (Bürgermeister) den Distrikt Council (Distriktrat) und werden alle drei Jahre neu gewählt.

## Infrastruktur

### Straßenverkehr
Verkehrstechnisch angeschlossen ist der Distrikt durch den New Zealand State Highway 1, der von Dunedin kommend den Distrikt an der Küste entlang nach Norden durchquert. Der State Highway 8 zweigt vom State Highway 1 ab und führt über Pleasant Point nach Westen. Die beiden State Highways 72 und State Highways 79 stellen lediglich Querverbindungen her.

### Schienenverkehr
Ebenfalls an der Küste entlang verläuft die Eisenbahnlinie des South Island Main Trunk Railway, der den Distrikt mit Invergarcill im Süden und Christchurch im Norden sowie weiteren nördlichen Landesteilen der Südinsel verbindet. Auf dieser Eisenbahnstrecke werden aber lediglich Güter transportiert.